# 白庙滩乡
白庙滩乡，是中华人民共和国河北省张家口张北县下辖的一个乡镇级行政单位。

## 行政区划
白庙滩乡下辖以下地区：
三塔户村、二八地村、连珍沟村、黄土场村、三眼井村、白庙滩村、后号村、三合庄村、哈啦沟村、红果图村、甲石河村、束弄营村、盘常营村、小河子村和东湾村。